# 小行星3952
小行星3952（英語：3952 Russellmark）是一颗围绕太阳公转的小行星。1986年3月14日，Bulgarian National Observatory在斯莫梁发现了此天体。
这颗小行星的绝对星等为176.25867283343等。